# Stactobia marlieri
Stactobia marlieri är en nattsländeart som beskrevs av Schmid 1959. Stactobia marlieri ingår i släktet Stactobia och familjen smånattsländor. Inga underarter finns listade i Catalogue of Life.